# Kkangpae
Kkangpae (in coreano: 깡패) è la traslitterazione di un termine coreano comunemente tradotto come "delinquente" o "teppista". Questo vocabolo viene solitamente utilizzato per indicare membri di bande di strada non organizzate. Al contrario, i membri delle organizzazioni criminali strutturate vengono chiamati geondal (건달) oppure jopok (조폭), abbreviazione del termine coreano jojik pongnyeokbae (조직폭력배), che significa letteralmente “banda violenta organizzata”.
Un altro termine ampiamente utilizzato è gangpeh. Viene utilizzato per indicare al contempo sia la criminalità organizzata che il ganster. La traduzione letterale di gangpeh lingua coreana è infatti bandito o gangster. Altre parole per bandito sono gundal o jopok (ma si riferiscono più che altro ad altre bande criminali).
I gruppi di gangpeh hanno affari in Asia e Nord America: Bangkok, Kuala Lumpur, Dušanbe, Seul, Pusan, Gwangju, Daejeon, Taegu, Tokyo, e Los Angeles, New York, Chicago, Toronto, Ontario, Montréal, Juneau.
Le gang criminali sono comparse frequentemente nella cultura popolare sudcoreana nel corso dei decenni, soprattutto in film e serie televisive, diventando un tema ricorrente del cinema noir e dei drammi urbani.

## Storia
La mafia coreana potrebbe aver avuto origine nel XIX secolo, verso la fine della dinastia Joseon, in concomitanza con lo sviluppo del commercio e l’arrivo degli investimenti da parte delle potenze coloniali europee. In quel periodo, le bande di strada già esistenti — composte principalmente da membri delle classi più basse ma spesso controllate da mercanti benestanti — iniziarono a esercitare una maggiore influenza.
La storia moderna delle organizzazioni criminali in Corea può essere suddivisa in quattro principali periodi: 
- L’epoca coloniale durante il dominio giapponese
- Gli anni ’50 e ’60, durante la presidenza di Syngman Rhee
- Il periodo della guerra civile e della dittatura militare sotto Park Chung Hee e Chun Doo-hwan
- L’era contemporanea

### L'epoca coloniale (1910-1945)
Durante i 35 anni di occupazione giapponese della Corea, molti coreani furono costretti al lavoro forzato e alla schiavitù sessuale, in particolare durante la Seconda guerra mondiale, quando l’Impero giapponese espanse la sua influenza in Manciuria e in alcune regioni della Cina. In questo contesto di oppressione, molti coreani fuggirono verso il Giappone continentale, dove si trovarono a fronteggiare discriminazioni e condizioni di vita estremamente dure. Per reagire a queste difficoltà, alcuni di loro formarono delle bande criminali.
La figura più celebre di quel periodo fu Kim Du-han, figlio del noto combattente per l’indipendenza coreana Kim Chwa-chin, leader della resistenza contro l’occupazione coloniale. Dopo l’uccisione di entrambi i genitori, Kim Du-Han visse per strada come mendicante e si unì a una gang locale chiamata Jumok ("pugno"). Grazie alla sua forza e al suo carisma, si guadagnò rapidamente la reputazione di duro, grazie soprattutto alle sue continue lotte contro i criminali giapponesi, ovvero gli yakuza. Durante l’occupazione giapponese, la branca coloniale degli yakuza era guidata da Hayashi, un coreano che aveva abbandonato la propria causa per unirsi ai giapponesi. Il principale rivale di Hayashi era Koo Majok, capo di una fazione della mafia coreana. Tuttavia, le bande coreane soffrivano di gravi difficoltà economiche e molti boss locali erano poco leali: nacquero così gruppi indipendenti come Shin Majok e Shang Kal ("doppio coltello").
Nel tentativo di unificare le bande, Koo Majok attaccò Shang Kal per prenderne il territorio, ma questo gesto provocò una reazione a catena. Kim Du-han, che inizialmente faceva parte della banda Shang Kal, si ribellò e uccise sia Shin Majok sia Koo Majok, assumendo il controllo di tutte le bande coreane all’età di soli 18 anni. Una volta consolidato il suo potere interno, Kim dichiarò guerra agli yakuza, dando inizio a un conflitto tra i kkangpae (bande coreane) e la mafia giapponese. Questo scontro divenne il simbolo della resistenza popolare coreana contro il dominio coloniale.
In seguito, Kim Du-han trasformò il suo passato da gangster in una carriera politica e divenne una figura importante del Partito Liberale del presidente Syngman Rhee.

### Gli anni ’50 e ’60
Negli anni ’50, a Seul operarono due gruppi distinti: i Myung-dong e i Chong-ro. Entrambi nacquero con lo scopo di proteggere i commercianti coreani dalle aggressioni e dalle estorsioni dei criminali giapponesi, i quali spesso godevano della protezione o della complicità di funzionari corrotti.
Tuttavia, negli anni ’60, il governo sudcoreano considerò queste organizzazioni un ostacolo all’ordine pubblico e decise di intervenire con fermezza. Quasi tutte le attività delle gang furono soppresse, e molte bande vennero sciolte con operazioni di polizia volte a ristabilire il controllo dello Stato.

### Il periodo della guerra civile
Fu solo all’inizio degli anni ’70 che emersero le moderne gang coreane. In questo periodo, le organizzazioni iniziarono a strutturarsi in maniera più gerarchica, adottando metodi sempre più violenti. L’uso di armi come coltelli e spranghe di ferro divenne comune, segnando un’evoluzione nelle dinamiche di scontro e intimidazione.
Gli anni ’80 rappresentarono un’epoca d’oro per il mondo criminale: i gangster riuscirono a infiltrarsi nel mondo degli affari, stabilendo legami con funzionari pubblici compiacenti e rappresentanti dell’industria dell’intrattenimento. In questo decennio, molte gang coreane ampliarono il proprio raggio d’azione, stringendo alleanze con organizzazioni criminali internazionali e potenziando così la propria influenza sia a livello nazionale che globale.

### L’era contemporanea (1990-presente)
All’inizio degli anni ’90, la Corea del Sud lanciò un’ulteriore ondata repressiva contro il crimine organizzato, grazie all’introduzione dell’art. 114 del Codice Penale, che rese non solo illegali le gang organizzate, ma punibili anche coloro che ne facevano parte o ne fondavano di nuove. Questa normativa portò all’arresto di numerosi affiliati, mentre altri furono costretti a nascondersi o a fuggire. Anche chi scontava la pena spesso rimaneva sotto stretta sorveglianza se considerato un criminale abituale. Tuttavia, la rapida globalizzazione della Corea del Sud ha reso difficile per le autorità eliminare completamente il fenomeno, che continua a rappresentare un problema anche oggi.
I membri delle gang sono stati collegati a vari reati: traffico di esseri umani a fini sessuali, contrabbando di droga, furti, rapimenti a scopo di estorsione e racket. Un sondaggio del 2007 ha rivelato che 109 detenuti per reati legati alla criminalità organizzata erano coinvolti in estorsioni, spesso ai danni di bar, nightclub e sale giochi. I gangster spesso vengono anche assunti da imprenditori facoltosi, come nel caso di Kim Seung-youn, un magnate che assoldò criminali per rapire e picchiare dipendenti di un bar.
Negli anni più recenti, le aggressioni sono diventate uno dei crimini più comuni tra le gang. Nel 2009, tra 621 membri di gang arrestati, il 35% era accusato di aggressione, il 29% di estorsione, l’11% di gioco d’azzardo illegale e il 7% di usura. Nei periodi di crisi economica, come nel 2009, si è registrato un incremento del 60% nella formazione di nuove bande e attività criminali. Nel 2011, le forze dell’ordine hanno dato il via a una campagna di repressione che ha portato all’arresto di 127 individui solo nella prima settimana della cosiddetta “guerra contro il crimine organizzato”.
I mafiosi coreani spesso si tatuano il simbolo della pa (banda) a cui appartengono. Questo tatuaggio, mostrato in caso di confronto con altre gang, serve come identificativo e come segnale intimidatorio per la popolazione. Di conseguenza, i tatuaggi sono ancora oggi un tabù nella società sudcoreana.
Il boss di una gang è chiamato hyungnim, termine che significa "fratello maggiore" e denota rispetto.
L’immagine stereotipata del mafioso coreano include un taglio di capelli chiamato gakdoogi (rasatura laterale), corporatura robusta, abiti scuri o pacchiani, macchine di lusso (solitamente di colore nero), tatuaggi vistosi e l’uso di dialetti regionali (사투리 saturi). Contrariamente a quanto si potrebbe pensare, Seul non è il centro nevralgico della malavita coreana. Le organizzazioni più influenti operano nella regione del Jeolla, in città come Gwangju e Mokpo, ma sono attivi gruppi anche a Busan e Incheon.

## Gang principali
In Corea del Sud esistono numerose gang locali e organizzazioni criminali strutturate. Questi gruppi, sebbene spesso gestiscano attività commerciali di facciata per integrare i propri guadagni, ottengono la maggior parte dei loro profitti tramite "tasse di protezione". Ogni gang controlla una zona specifica, chiamata guyeok (구역, territorio ), e impone ai commercianti locali il pagamento di una quota mensile in cambio della promessa di non danneggiare le loro attività.
Tra le organizzazioni criminali più influenti del Paese si distinguono:
- Beomseobangpa: fondata negli anni ’90 da Kim Tae-chon (김태촌), uno dei criminali più potenti e temuti della Corea del Sud. La sua influenza si è estesa rapidamente, e la gang è diventata nota per la sua struttura rigida e la sua brutalità.
- Yangeuni Family: una delle più forti organizzazioni criminali sudcoreane, nata negli anni ’70 per opera di Cho Yang-eun (조양은). Quest’ultimo è stato un boss di spicco, tanto da essere arrestato nel 2013 dal governo delle Filippine, un evento che ha fatto scalpore a livello internazionale.[4]
- Chilsung-pa (nota anche come Seven Star Mob): Considerata una delle più grandi gang del Paese, è la principale organizzazione criminale della città di Busan. La gang è tristemente celebre per le sue attività di estorsione e ricatto, che rappresentano la sua principale fonte di reddito.[5]

## Nella cultura popolare
Fin dagli anni ’70, il cinema sudcoreano ha iniziato a romanticizzare la figura del kkangpae, il gangster locale, ma è solo dagli anni ’90 che questo genere ha davvero conquistato il grande pubblico. I film di questo tipo hanno spesso messo in risalto valori come lealtà, onore e morale, in contrasto con un mondo fatto di violenza, criminalità e corruzione. Pellicole celebri come Friend (2001), Bittersweet Life (2005) e New World (2013) hanno consolidato l’immagine del gangster “onorevole”, diventato quasi un antieroe popolare.
L’aumento di contenuti cinematografici e televisivi incentrati sui gangster ha influenzato la percezione pubblica del kkangpae, specialmente tra i più giovani. In alcuni casi, questo fenomeno è stato collegato alla nascita di piccoli gruppi criminali scolastici, noti come iljinhoe, che imitano comportamenti visti nei film, inclusi intimidazioni, abusi fisici e psicologici. I giovani sembrano ammirare questi personaggi per la loro forza, intelligenza e ribellione all’ambiente scolastico opprimente.
Anche il cinema internazionale ha dato spazio ai kkangpae, come nel film franco-statunitense Lucy (2014).
La cultura mafiosa coreana è inoltre ben presente anche nelle serie TV occidentali, dove compaiono numerose gang fittizie ispirate alla criminalità organizzata coreana:
- K-Town Killers in The Shield: principale gang asiatica della serie, nota per la sua violenza e per i traffici di droga (soprattutto fentanyl) e prostituzione.[6]
- Shin Kkangpae in Power: organizzazione originaria della Corea del Sud coinvolta nel traffico di droga tra Asia e Stati Uniti. È guidata da Jae Shin (interpretato da CS Lee), un signore della droga razzista e xenofobo che si finge imprenditore rispettabile, gestendo un rinomato ristorante coreano.[6]
- Golden Boys Gang (G-Boys) in S.W.A.T.: uno dei nemici più spietati della prima stagione, protagonisti degli episodi K-Town (1x11) e Vendetta (1x20).[6]